# Vidre d'or

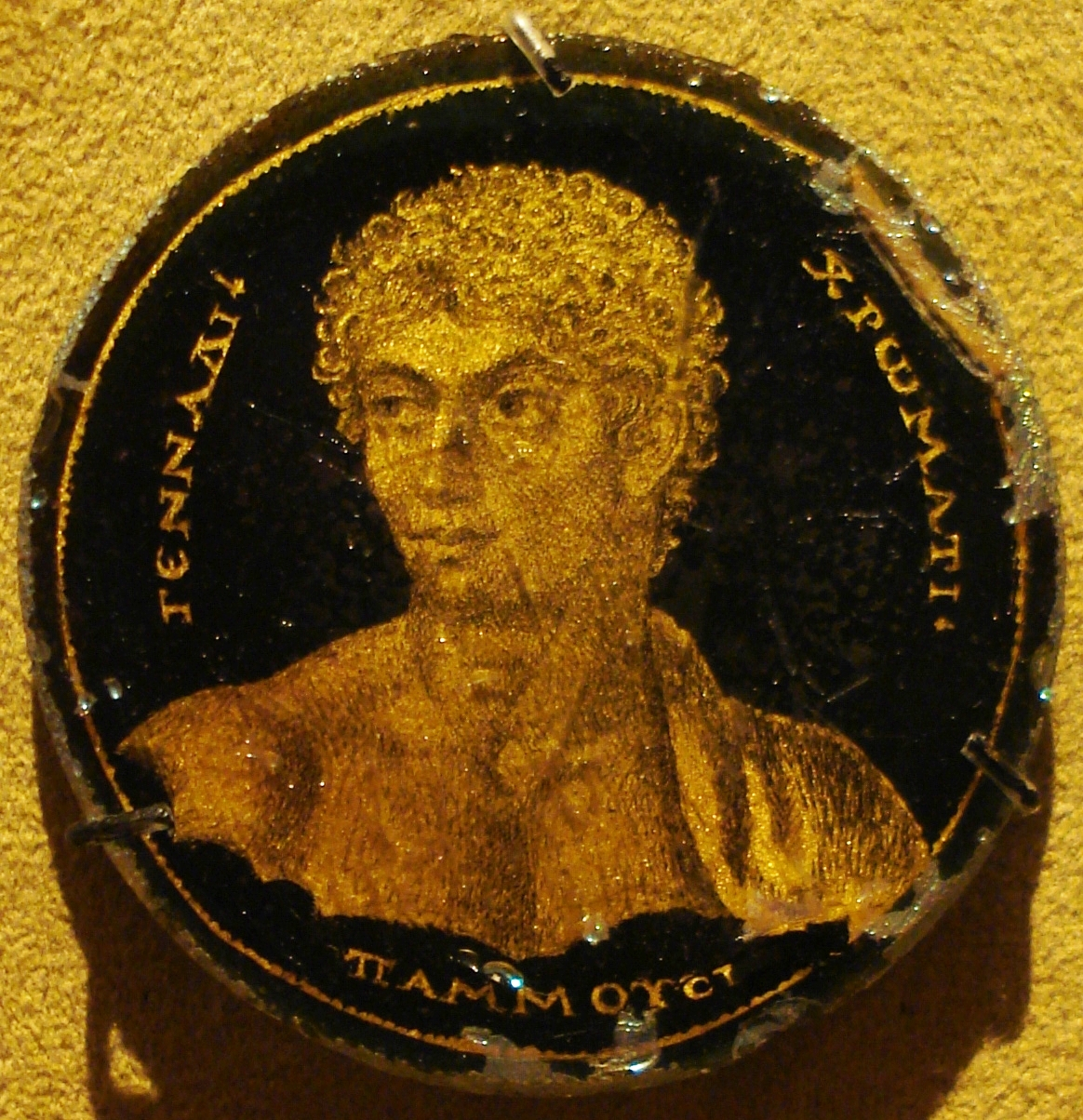
Medalló de vidre d'or d'un jove anomenat Gennadios, el qual era "molt destre en les arts musicals". Probablement de l'Alexandria hel·lenitzada, Egipte, c. 250-300. Diàmetre de 4.2 cm

El vidre d'or o vidre de pa d'or és una tipologia de vidre de luxe on es fusiona un disseny decoratiu de pa d'or entre dues capes de vidre. Tot i que les primeres mostres es troben a la Grècia hel·lenística, és característic del vidre romà de finals de l'Imperi Romà, entre els segles iii i iv, quan l'or decorava les vores de copes i d'altres estris. Moltes d'aquestes peces decoraven les parets de les catacumbes de Roma, on servien de fites indicatives dels punts on es trobaven enterrats els cossos. S'han recuperat unes 500 peces de vasos d'or amb aquesta funció. Els objectes complets d'aquest tipus són estranys. Algunes mostren imatges religioses cristianes, mentre que d'altres se centren en la religió tradicional grecollatina, amb els seus diversos desenvolupaments en el culte, i encara n'hi ha algunes de caràcter jueu. Finalment, també n'hi ha que mostren imatges dels seus propietaris, i les més treballades “es troben entre les representacions més realistes provinents de les primeres comunitats cristianes. Ens miren amb una claredat extraordinària i una intensitat melancòlica ". A partir del segle i aquesta tècnica també va ser utilitzada com a color daurat per la producció de mosaics.
Hi ha diverses tècniques que han estat descrites com a «vidre d'or». El Zwischengoldglas és molt similar, però les capes de vidre estan enganxades, no fusionades. Principalment només es troba a Alemanya i Bohèmia entre els segles xviii i xix. El verre églomisé només cobreix una sola capa de vidre, el qual és daurat (o recobert amb altres tipologies de capes de metall) per la part posterior; aquest model era realitzat durant el segle xix. Un procés similar va ser reutilitzat per Jean-Baptise Glomy (1711–1786), de qui li ve el nom. Aquests dos processos també van ser utilitzats durant l'antiguitat, i els alemanys i els francesos sovint utilitzen els seus noms natius per denominar el «vidre d'or». El vas de robí daurat o "cranberry glass" és, en realitat, vermell, i posteriorment daurat mitjançant òxid d'or. El vidre cidre amb banda d'or és una altra tècnica antiga similar.

## Tècnica
El procés de creació del vidre d'or era difícil, i requeria unes grans habilitats. Per la creació d'un vidre de finals de l'època romana, es tallava un disc petit, d'entre set i dotze centímetres d'ample, provinent d'una esfera bufada amb la part inferior aplanada, feta de vidre normal o de colors. Aleshores, al disc, s'hi enganxava una peça de pa d'or mitjançant goma aràbiga. El disseny es produïa rascant el pa d'or. La peça principal, un got o un bol, es creava bufant i tallant, amb una part inferior aplanada que tenia les mateixes dimensions que el primer disc. El resultat, posteriorment, era tornat a escalfar, i dipositat amb compte sobre el disc amb el disseny, provocant la fusió de la part inferior plana amb el disc que contenia el disseny. La peça completa era escalfada una última vegada per acabar de completar la fusió. Els registres d'altres èpoques estableixen variacions en es detalls, però el procés era essencialment el mateix.
Es creu que els vasos hel·lenístics de vidre més grans eren realitzats mitjançant motlles, més que no pas bufant, ja que aquestes peces es componen de dos fragments, superior i inferior, que han d'encaixar perfectament. Alguns dels medallons més ben treballats podrien haver estat realitzats directament amb aquest format, mentre que d'altres contenen pigments enlloc d'or. Aquests medallons, que mostren un tall molt suau, exploten el mitjà del vidre com una pauta per representar retrats, mostrant-se com un mitjà molt efectiu, superant totes les alternatives, amb l'excepció dels metalls preciosos i les gemmes treballades. Probablement, en un primer moment, aquestes produccions medallístiques es realitzaven per penjar-les a casa o per utilitzar-les com a joieria, principalment en els models més petits, però també es van utilitzar per qüestions funeràries, utilitzant sovint una base de vidre blau. Hi ha alguns vasos romans de Colònia d'un estil diferent, coneguts com a "bombolles laterals", consistents en un vas amb medallons d'entre 2-3 centímetres fusionats als laterals.

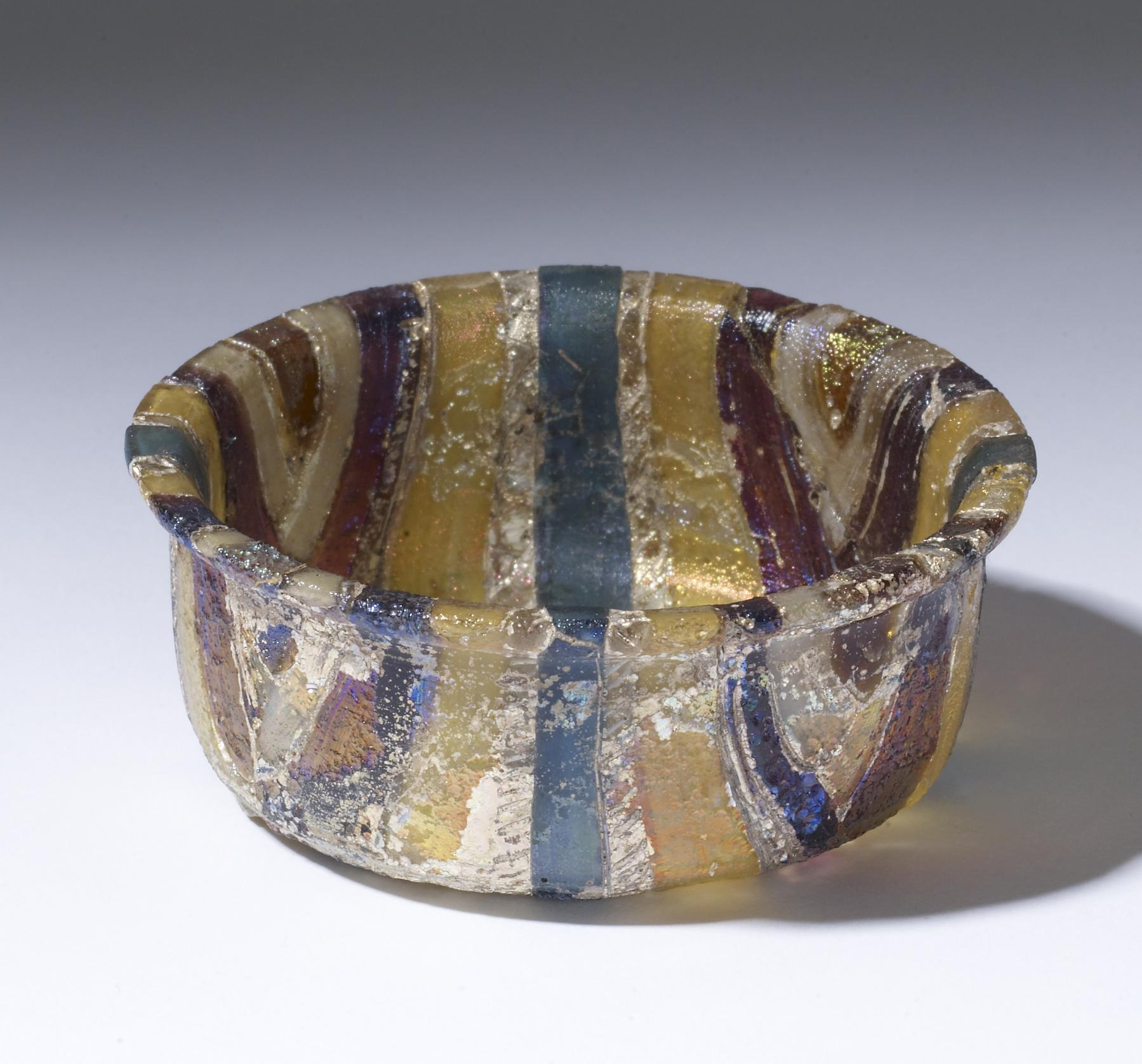
Vas romà amb vidre de banda d'or

A més de medallons amb imatges figuratives, aquesta tècnica de fusió també va ser utilitzada per crear les tessel·les d'or dels mosaics. Les tessel·les de vidre d'or, com a mínim en època romana d'Orient, tenia una capa superior molt fina de vidre, la qual probablement era impresa amb la part inferior de vidre, que era el que tenia enganxat el pa d'or. Les tessel·les es feien en blocs o "pastissos", i després tallades en cubs, els quals eren relativament grans en el cas dels que contenien un fons d'or. Les bases d'or se situaven sobre un fons de terra vermella o de color ocre per ressaltar el seu efecte visual. La majoria dels colors de les tessel·les semblen fets localment per produir el mosaic, però hi ha certa discussió sobre la veracitat d'aquesta afirmació perles de vidre d'or. Al segle xi, en el relativament modern centre cristià de Kíev, sembla que van utilitzar tessel·les d'or fetes a Constantinoble.
Les perles de vidre d'or romanes es creaven utilitzant un tub o vareta interior en la qual es col·locava el pa d'or. Aleshores es desplaçava un tub mes gran per sobre que feia sortir les perles. El fet que aquestes perles romanes fossin fàcilment transportables i molt atractives, ha provocat que se n'hagin trobat exemples en llocs tant allunyats de l'Imperi com les runes de Wari-Bateshwar, a Bangladesh, així com en diversos indrets de la Xina, Corea, Tailàndia i Malàisia.
El vidre de banda d'or està relacionat amb la tècnica hel·lenística i romana, on unes franges de pa d'or situades entre dues capes de vidre sense color s'utilitzaven com a part de l'efecte marbre del vidre d'ònix. Aquest exemple es troba principalment en petites ampolles de perfum i similars.

## Marcadors funeraris

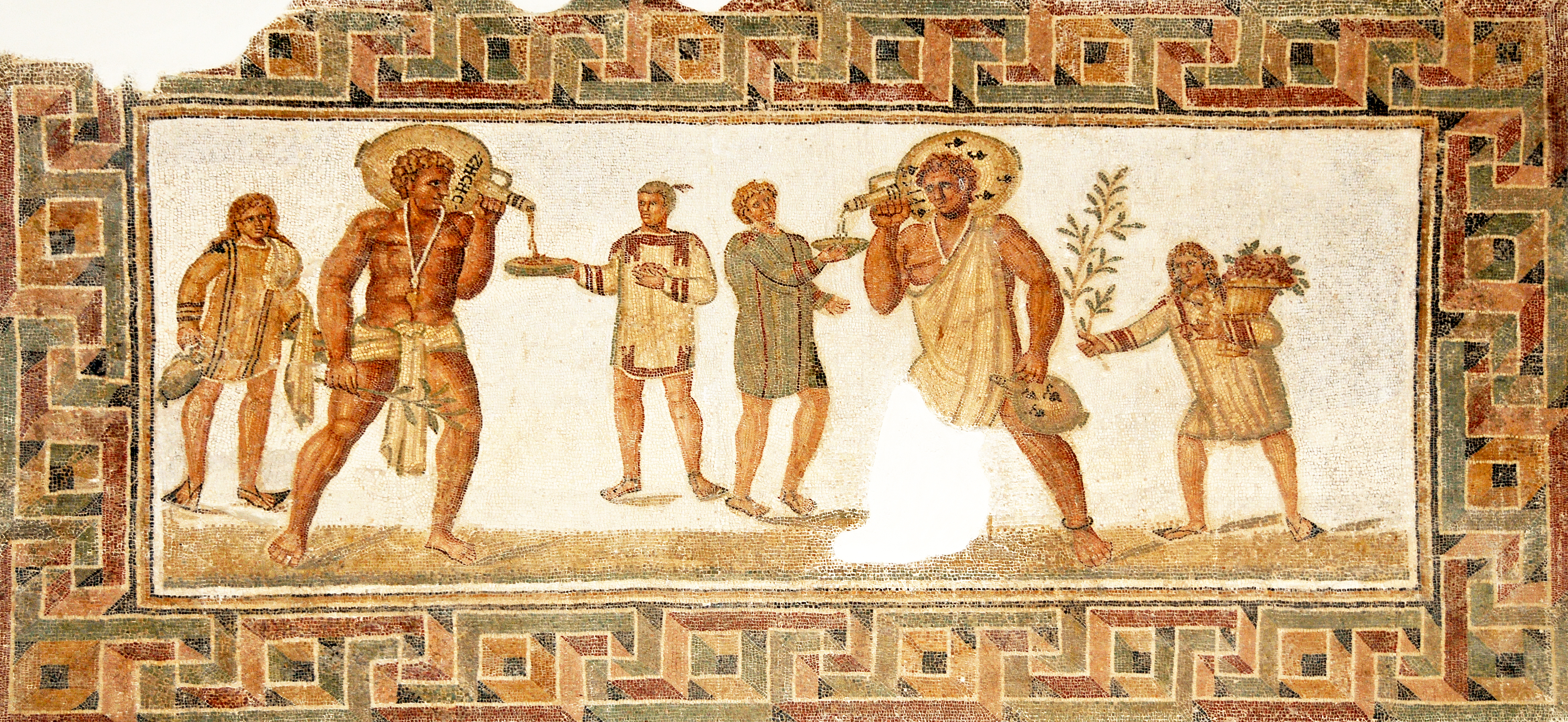
Escena de banquet de Dougga,

L'exemple de vas més comú durant els darrers temps de l'antiga Roma eren els bols o les copes, els quals es creu que, originalment, eren regals familiars amb motiu de casaments, aniversaris, celebracions d'any nou o d'altres festivitats religioses diverses, i en alguns casos en ocasió de la presentació d'un naixement o d'un baptisme cristià. Cap dels exemples definits com a marcadors funeraris de vidre d'or ha sobreviscut completament, tot i que se'n coneixen unes 500 mostres, però com que moltes tenen inscripcions encoratjant al propietari a beure, normalment es defineixen com "copes" o "gots". En un mosaic descobert a les runes nord-africanes de Dougga es poden veure dos esclaus abocant vi d'una àmfora en dos bols aguantats per uns altres esclaus. A les dues àmfores hi ha inscrites les paraules "ΠΙΕ" i "ΣΗCΗC", l'expressió original grega per la fórmula per brindar "pie zeses" ("Beu, has de viure") tant comú als vidres romans, i s'ha suggerit que el mosaic mostra la forma completa que aquestes copes haurien tingut.

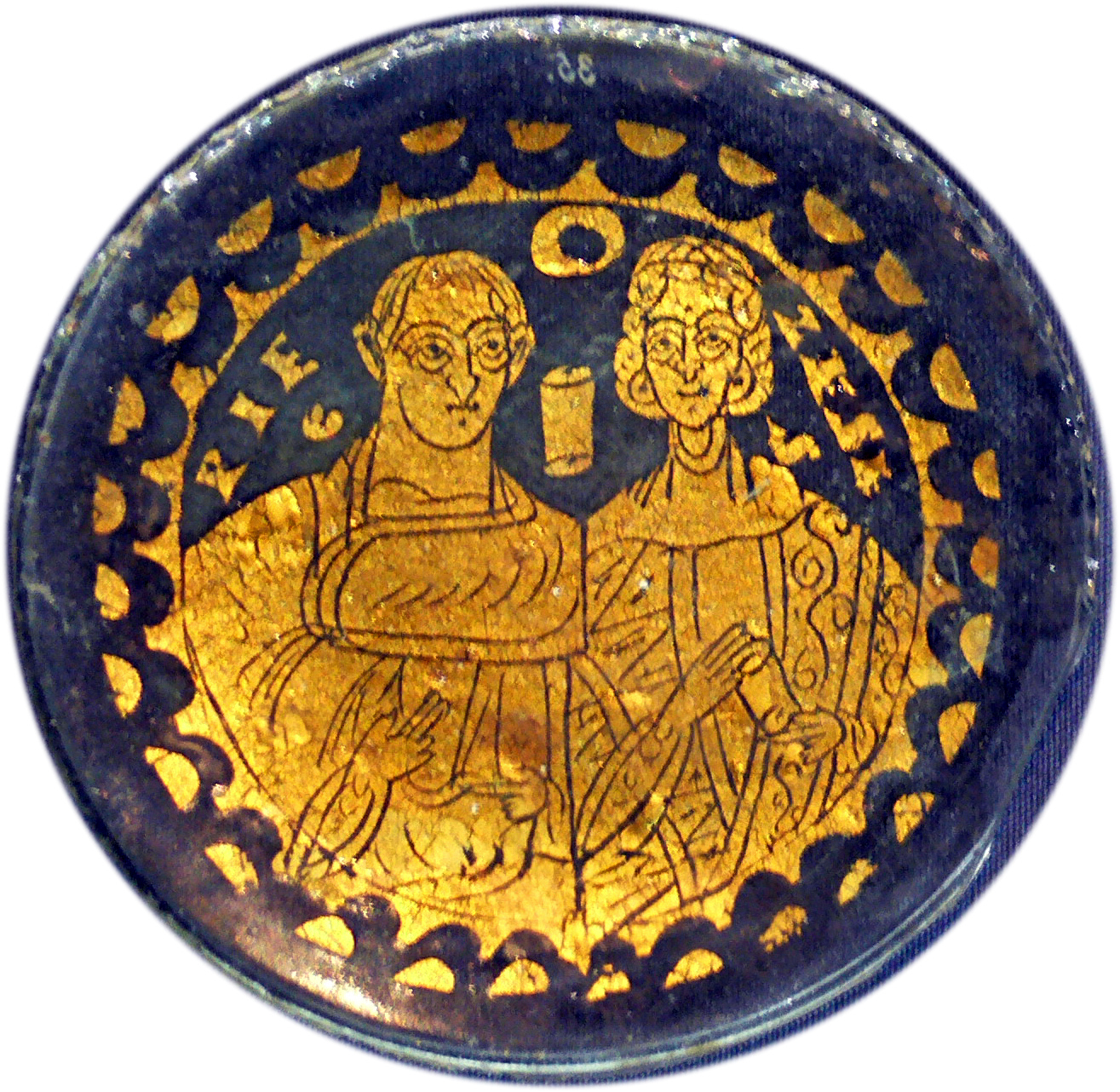
Parella casada del, amb la inscripció "PIE ZESES" ("Beu, i viruas")

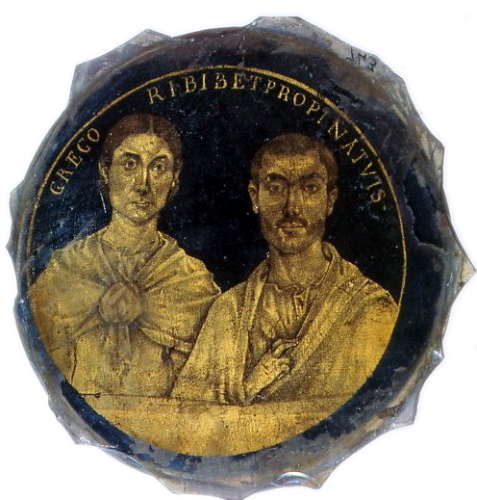
Retrat de qualitat del representant una parella

Probablement molt més tard, potser després de dècades d'ús, quan el propietari moria, els vasos simples eren apartats, mentre que els de vidre d'or eren dipositats a les catacumbes per servir com marcadors funeraris. És probable que, en molts casos, aquests vasos ja s'haguessin fet malbé al llarg de la seva vida útil, preservant-se la part inferior decorada per ésser utilitzada precisament amb aquesta finalitat. Els cossos eren enterrats a les catacumbes en petites cavitats anomenades loculi, situades una sobre l'altra, normalment en corredors angosts excavats a la roca, i segurament era necessari emplaçar-hi algun tipus de marca perquè els visitants ubiquessin l'emplaçament correcte. També podrien haver servit com una espècie de segell de la tomba, ja que s'enganxaven en morter o estuc, formant la superfície final del loculus; també s'utilitzaven altres objectes decoratius petits per fer aquesta funció. També és possible que actuessin com una espècie de protector contra els mals esperits, especialment en els darrers moments d'aquest període, quan els retrats de sants es van convertir en els més comuns. La gran varietat decorativa dels diversos exemples pot explicar-se gràcies a una mostra exposada al Metropolitan Museum of Art, que encara està incrustat al Morter, que es pot apreciar com recobria les vores del vas. Aquestes vores normalment estaven amagades sota una capa de morter, fet que explicaria per què estaven fermament enganxades i mantenien el vas al seu lloc (com passa a les vores de la peça exposada a Nova York).
Moltes peces de vidre d'or componen retrats de persones quotidianes, normalment pareles casades, entre els quals es podria trobar la persona morta, mentre que d'altres mostren retrats de figures religioses, com ara sants, o també símbols religiosos. Aquesta costum era realitzada pels cristians, els jueus (s'han identificat fins a 13 exemples jueus d'aquest tipus) i romans pagans. Les principals diferències en l'imaginari, a part del creixent nombre de retrats privats, també es pot veure en les pintures que també es troben a les catacumbes, així com en d'altres mostres d'art paleocristià, així com al seu equivalent jueu contemporani. Mentre l'art cristià es desenvolupava, a finals del segle iv i durant el segle v, els seus canvis es reflecteixen en els temes i en el tracte que es dona al vidre d'or, fins que l'ús de les catacumbes va finalitzar, provocant que no s'hagin conservat mostres posteriors.

## Període hel·lenístic
Aquesta tècnica va ser utilitzada durant el període hel·lenístic, essent aquests exemples, en general, més ambiciosos tècnicament que els romans, amb bols amples i copes decorats en tots els seus costats arrodonits amb vidre d'or, i executats amb molt més art. El Museu Britànic disposa d'un bol gairebé complet (trencat però reparat) de 19,3 cm d'ample i 11,4 cm d'alçada, que compon una de les dues peces descobertes en una tomba a Canosa, a la Pulla, datat entre el 270 i el 160 aC. La major part del seu interior està decorat, amb molta subtilesa, amb motius de flors de lotus i acant, els quals són molt més típics en el vidre d'or d'aquest període, que no pas les figures humanes. Hi ha molts més exemples com aquest, gairebé complets, així com molts altres fragments. Aquestes peces, normalment, se situen a Alexandria, a Egipte, el qual és considerat sovint com el centre d'origen del vidre de luxe hel·lenístic, essent esmentat com la font del vidre elaborat per part de l'escriptor de sàtires Marcial i d'altres fonts; un exemple sembla mostrar un paisatge nilòtic, tot i que en aquells temps aquest era un tema recurrent en molts indrets. Tot i així, s'han descobert fragments en una excavació realitzada en una fàbrica de vidre de l'illa de Rodes. Una descripció datada al voltant de la dècada del 270 aC (que ha sobreviscut gràcies a les obres posteriors de l'autor Ateneu de Nàucratis) esmenta dos vasos que són diachysa ("amb or a l'interior "), i que probablement volia dir que havien estat fets mitjançant aquesta tècnica.